# Harmonville
Harmonville ist eine auf 310 Metern über Meereshöhe gelegene französische Gemeinde im Département Vosges in der Region Grand Est. Sie gehört zum Kanton Neufchâteau im Arrondissement Neufchâteau. Nachbargemeinden sind Autreville im Westen und Norden, Favières im Osten, Gémonville im Südosten, Tranqueville-Graux im Süden und Punerot im Südwesten.

## Bevölkerungsentwicklung
| Jahr      | 1962 | 1968 | 1975 | 1982 | 1990 | 1999 | 2008 | 2019 |
| --------- | ---- | ---- | ---- | ---- | ---- | ---- | ---- | ---- |
| Einwohner | 182  | 157  | 155  | 137  | 156  | 185  | 224  | 219  |

## Sehenswürdigkeiten

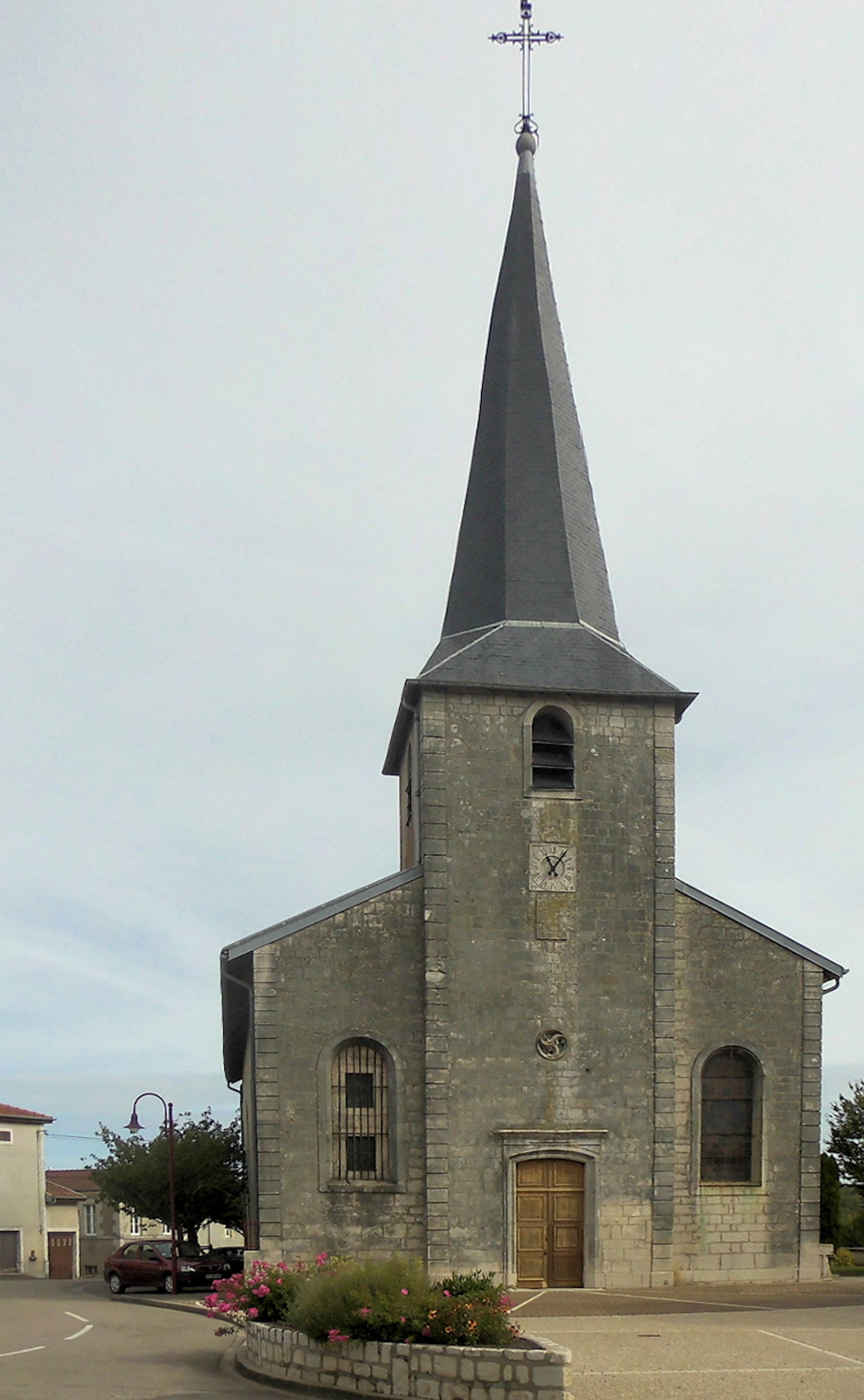
Kirche Saint-Brice
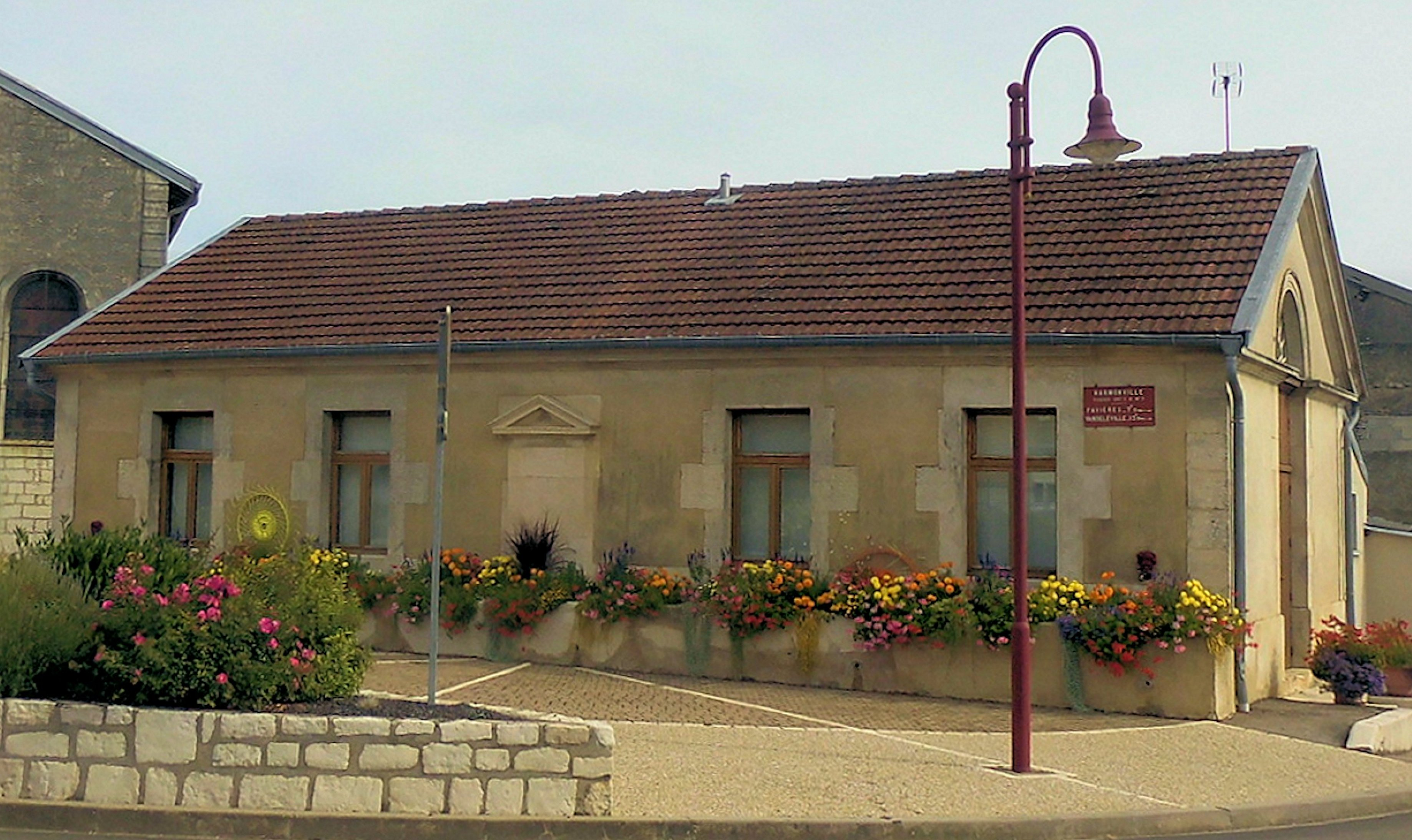
Lavoir in der Rue de Favières
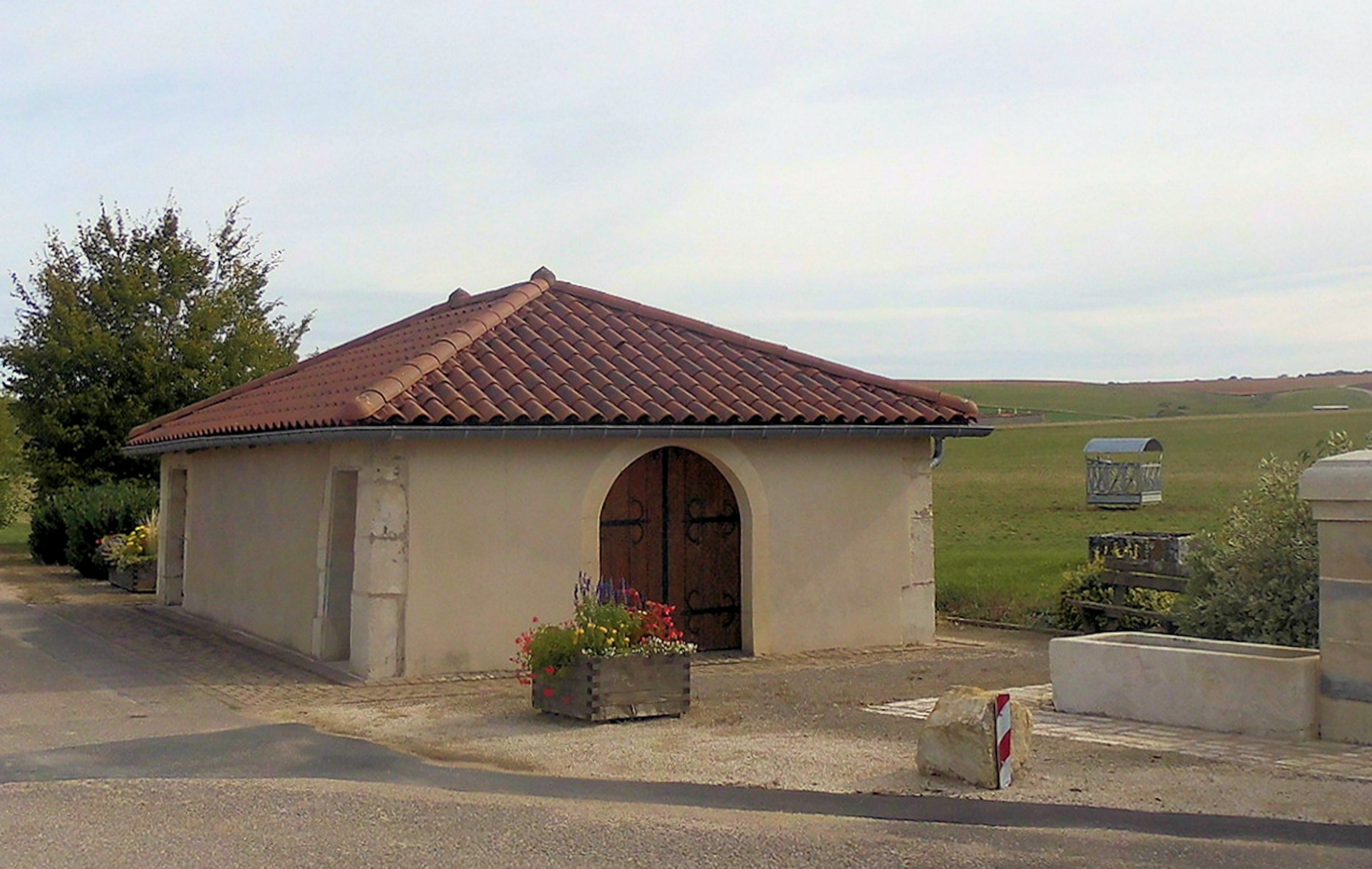
Lavoir in der Rue du Bas

- zwei Lavoirs

- Kirche Saint-Brice
- Lavoir in der Rue de Favières
- Lavoir in der Rue du Bas